# 杨英会
杨英会，顺天大兴人，是一名清朝政治人物。监生出身。
杨英会曾于1792年接替田文龙任青浦县知县一职，1799年由卢焌接任。